# Алексєєв Володимир Степанович
Володимир Степанович Алексєєв (рос. Владимир Степанович Алексеев; нар. 24 квітня 1961, Голодьки) — російський воєначальник, генерал-лейтенант. Перший заступник начальника Головного розвідувального управління Генерального штабу Збройних сил Російської Федерації з 2011 року. Герой Російської Федерації (2017).
З 2022 року відповідальний за розвідувальне забезпечення російської агресії проти України, організацію підготовки вихідних даних для нанесення ракетно-авіаційних ударів по українській території, легалізацію російської присутності на окупованих територіях шляхом організації «референдумів».

## Біографія
Народився 23 квітня 1961 року в селі Голодьки, Хмільницького району, Вінницької області, Україна. Закінчив середню школу, після чого вступив до Рязанського повітрянодесантного училища, яке закінчив 1984 року. Перебував на посаді начальника розвідувального управління Московського військового округу, пізніше Далекосхідного військового округу. Переведений у центральний апарат Головного розвідувального управління Генерального штабу Збройних сил Російської Федерації.
До 2011 року обіймав посаду начальника 14-го управління ГРУ ГШ ЗС РФ.
У 2011 році призначений начальником штабу — першим заступником начальника Головного Управління. Під час російської інтервенції в Сирію командував діями військової розвідки. У 2017 році указом Президента РФ Алексєєву присвоєно звання Героя Російської Федерації.
Причетний до втручання в президентські вибори в США 2016 року. Кібератаки на Національний комітет Демократичної партії та автоматизовані системи виборів, активні заходи з дискредитації американської виборчої системи всередині США. Занесений американським урядом до санкційних списків.
Алексєєв був одним із російських представників на переговорах щодо Чорноморської зернової ініціативи в липні 2022 року.

## Санкції
- З 2016 року під санкціями США за «зловмисні дії в кіберпросторі»[3].
- З 2019 року перебуває під санкціями Євросоюзу як відповідальний за зберігання, перевезення і застосування отруйної речовини «Новичок» 4 березня 2018 року в Солсбері.
- З 2022 року в санкційному списку Канади, України, Великої Британії[4].